# Wolffiella repanda
Wolffiella repanda là một loài thực vật có hoa trong họ Ráy (Araceae). Loài này được (Hegelm.) Monod miêu tả khoa học đầu tiên năm 1949.